# Glochidion johnstonei
Espèce
Synonymes
- Diasperus johnstonei (Hook.f.) Kuntze[2]
- Glochidion johnstonei Hook.f.[2]

Statut de conservation UICN

 VU B1+2c : Vulnérable
Glochidion johnstonei est une espèce de plantes à fleurs de la famille des Phyllanthaceae.

## Publication originale
- The Flora of British India 5: 314. 1887.